# Maryam Mirzakhani
Maryam Mirzakhani (persisch مریم میرزاخانی, DMG Maryam(-e) Mīrzāḫānī, geboren am 12. Mai 1977 in Teheran; gestorben am 14. Juli 2017 in Stanford, Kalifornien) war eine iranische Mathematikerin. Sie wurde 2014 als erste Frau und erste iranische Person mit der Fields-Medaille ausgezeichnet. Ab 2008 war sie Professorin an der Stanford University.

## Leben
Schon als Schülerin der Farzanegan-Schule für besonders begabte Mädchen in Teheran gewann Mirzakhani einen mathematischen Talentwettbewerb sowie 1994 und 1995 Goldmedaillen bei den Internationalen Mathematik-Olympiaden. Im Februar 1998 überlebte sie ein Busunglück, als der Bus, der die mathematische Elite der Scharif-Universität von einem Wettbewerb in Ahvaz zurück nach Teheran bringen sollte, in eine Schlucht stürzte, wobei sieben Mathematiker und zwei Busfahrer starben.
1999 machte sie an der Scharif-Universität in Teheran ihren Bachelor-Abschluss in Mathematik und ging danach an die Harvard University, wo sie 2004 bei Curtis McMullen über Simple Geodesics on Hyperbolic Surfaces and the Volume of the Moduli Space of Curves promoviert wurde. 2003 war sie Junior Fellow in Harvard und von 2004 bis 2008 Research Fellow des Clay Mathematics Institute sowie Assistant Professor an der Princeton University. Zum 1. September 2008 wurde Mirzakhani auf eine Professur nach Stanford berufen.
Mirzakhani war mit dem tschechischen Mathematiker Jan Vondrák (* 1974), der an der Stanford University unterrichtet, verheiratet und bekam mit ihm 2011 eine Tochter.
2013 wurde bei ihr Brustkrebs diagnostiziert, an dessen Folgen sie am 14. Juli 2017 im Alter von 40 Jahren starb. Anlässlich ihres Todes brachen einige der iranischen Tageszeitungen (wie Hamshahri) die Regel, keine Frauen ohne Kopftuch (Hidschāb) abzubilden. Eine Gruppe iranischer Parlamentarier brachte einen Gesetzesantrag ein, Kindern iranischer Frauen im Ausland die iranische Staatsbürgerschaft zu gewähren (die Ehe einer muslimischen Iranerin mit einem Nicht-Muslim wird nach iranischem Recht nicht anerkannt), um diesen die unproblematische Einreise in den Iran zu ermöglichen.
Unter dem Titel Secrets of the Surface: The Mathematical Vision of Maryam Mirzakhani produzierte der Autor und Filmemacher George Csicsery in den Jahren 2018 und 2019 eine 59 Minuten lange Filmbiografie, die Anfang 2020 veröffentlicht wurde.

## Forschung
Mirzakhani befasste sich mit hyperbolischer Geometrie, symplektischer Geometrie, Teichmüllertheorie und Ergodentheorie. Ihr zentrales Forschungsgebiet war die Theorie der Modulräume (Parameterräume) Riemannscher Flächen. Dieses Gebiet ist für seine Verbindung zahlreicher anderer mathematischer Teilgebiete bekannt, da neben den geometrischen Aspekten (als hyperbolischen Flächen und symplektischen Strukturen) auch komplex-analytische und algebraische Gesichtspunkte (als algebraische Kurven) untersucht werden.
2009 erhielt sie für ihre Dissertation den Blumenthal Award der American Mathematical Society. In der Laudatio wird die originelle Kombination von Methoden der hyperbolischen Geometrie, klassischer Methoden aus der Theorie automorpher Formen und symplektischer Reduktion hervorgehoben, die zu Resultaten bei drei wichtigen Problemen führten:
1. Eine rekursive Formel für die Weil-Petersson-Volumina der Modulräume Riemannscher Flächen, aufbauend auf einer Verallgemeinerung der McShane-Identität.
2. Eine asymptotische Bestimmung der Zahl einfacher, geschlossener Geodätischer auf hyperbolischen Flächen als Funktion der Länge {\displaystyle L}. Ihre Anzahl für Längen kleiner oder gleich {\displaystyle L} wächst nach Mirzakhani asymptotisch wie {\displaystyle L^{6g-6}}, wobei der Exponent die Dimension des Modulraums der zugehörigen Riemannschen Fläche mit dem topologischen Geschlecht {\displaystyle g} bezeichnet. Die Formel für geschlossene Geodätische auf hyperbolischen Flächen (Primzahlsatz für Geodätische) war schon lange bekannt und zeigte exponentielles Wachstum (Atle Selberg, Heinz Huber). Der Beweis der Formel für die asymptotische Anzahl einfacher Geodätischer folgte aus ihren Volumenberechnungen für Modulräume.
3. Ein neuer Beweis der Witten-Vermutung über die Existenz exakt integrabler Strukturen vom Korteweg-de-Vries-Typ bei der Bestimmung der Schnittzahlen in Modulräumen von Kurven (zuerst 1992 von Maxim Lwowitsch Konzewitsch bewiesen).[12] Mirzakhani gab im Rahmen ihres neuen Beweises eine Interpretation über das Abzählen von Geodätischen in Modulräumen.

In der Dynamik auf Modulräumen (Teichmüller-Räumen) bewies sie 2010 die lange offene Vermutung von William Thurston, dass der von ihm eingeführte Earthquake-Fluss auf diesen ergodisch ist. Mit Alex Eskin bewies sie 2014 Starrheitseigenschaften für komplexe Geodätische (und deren Abschluss) in Modulräumen, ähnlich den Sätzen von Marina Ratner für Flüsse in homogenen Räumen. Dies war überraschend, da man hier irreguläres oder fraktales Verhalten erwartete, weil die Modulräume das völlige Gegenteil homogener Räume sind.
In Teheran veröffentlichte sie 1999 mit ihrer Kommilitonin Roya Beheshti, die seit 2013 Associate Professor für Mathematik an der Washington University in St. Louis ist, ein Buch über Probleme elementarer Zahlentheorie. Sie befasste sich auch mit Graphentheorie.

## Schriften (Auswahl)
- Simple geodesics and Weil-Petersson volumes of moduli spaces of bordered Riemann surfaces. Inventiones Mathematicae, Band 167, 2007, S. 179–222, PDF.
- Weil-Petersson volumes and intersection theory on the moduli space of curves. Journal of the American Mathematical Society, Band 20, 2007, S. 1–23, PDF.
- Growth of the number of simple closed geodesics on hyperbolic surfaces. Annals of Mathematics, Series 2, Band 168, Nr. 1, 2008, S. 97–125, PDF.
- Growth of Weil-Petersson volumes and random hyperbolic surfaces of large genus. J. Differential Geom., Band 94, 2013, Nr. 2, S. 267–300, PDF.
- Mit Alex Eskin: Invariant and stationary measures for the SL(2,R) action on moduli space. Publ. Math. IHES, Band 127, 2018, S. 95–324, Preprint 2013, PDF.
- mit Alex Eskin und Amir Mohammadi: Isolation, equidistribution, and orbit closures for the SL(2,R) action on moduli space. Annals of Mathematics (2), Band 182, Heft 2, 2015, S. 673–721, PDF.
- Mit Alex Wright: The boundary of an affine invariant submanifold. Inventiones Mathematicae, Band 209, 2017, S. 927–984, PDF.

## Auszeichnungen
2009 erhielt Mirzakhani den Blumenthal Award der American Mathematical Society und 2013 den Ruth Lyttle Satter Prize in Mathematics. 2014 wurde ihr gemeinsam mit Peter Scholze der Clay Research Award für bedeutende Beiträge zur Geometrie und Ergodentheorie zugesprochen, insbesondere für ihren Beweis eines Analogons des Ratner-Theorems über unipotente Flüsse für Modulräume von Flächen. Zudem wurde sie als Plenarsprecherin des Internationalen Mathematikerkongresses 2014 in Seoul ausgewählt.
Am 13. August 2014 erhielt sie als erste Frau sowie als erste Person aus dem Iran die Fields-Medaille für „herausragende Beiträge zur Geometrie und Dynamik Riemannscher Flächen und ihrer Modulräume“, wobei sie „Methoden verschiedener Gebiete wie algebraische Geometrie, Topologie und Wahrscheinlichkeitsrechnung zusammengebracht“ habe. 2015 wurde sie in die American Philosophical Society und die London Mathematical Society (Ehrenmitglied) gewählt, 2016 in die National Academy of Sciences und die Académie des sciences, 2017 in die American Academy of Arts and Sciences.
2018 benannte die National Academy of Sciences ihren NAS Award in Mathematics zu ihrem Gedenken in Maryam Mirzakhani Prize in Mathematics um. Seit 2020 wird der mit 50.000 Dollar dotierte Maryam Mirzakhani New Frontiers Prize für Nachwuchsmathematikerinnen vergeben.

## Dokumentation
- Maryam Mirzakhani – Die Geheimnisse der Fläche. Regie: George Csicsery, USA, 60 Minuten, 2020